# Floor (gruppo musicale)
I Floor sono un gruppo musicale statunitense di genere stoner/doom metal di Miami, Florida, USA.

## Storia
Inizialmente nati a Miami, i Floor furono fondati nel 1992 da Steve Brooks (chitarra), Anthony Vialon (chitarra/basso), e Betty Monteavaro (batteria). Alla fine del 1993 Jeff Sousa entrò come batterista, mentre Brooks e Vialon decidono per un cambio di sound, optando per una coppia di chitarre esageratamente ribassate ed eliminando così il basso. Registrarono materiale per due dischi (Dove nel 1994 e Saturnine and Tears nel 1995) ma niente di tutto questo fu pubblicato prima del loro disco omonimo. Durante questo periodo furono pubblicati solo alcuni EP, fino ad un primo scioglimento avvenuto nel 1996.
Tornarono a suonare nel 1997 per un unico spettacolo con un nuovo batterista, Henry Wilson, e negli anni successivi si trovarono solo saltuariamente a provare insieme, fino al 2001, anno in cui registrarono e successivamente pubblicarono quello che era il loro primo disco, l'eponimo Floor, prima di sciogliersi nuovamente nel 2003. Negli anni successivi l'album riscosse apprezzamento nella scena musicale underground e il culto dei Floor crebbe pur in loro assenza. Brooks proseguì formando un nuovo gruppo, i Torche. Henry Wilson formò i Dove. Anthony Vialon suonò per diversi anni con i Cavity per poi concentrarsi sui suoi studi teologici.
I Floor si riformarono nel 2010.

## Discografia

### Album studio
- Floor (2002, No Idea)
- Dove (2004, No Idea)
- Oblation (2014, Season of Mist)

### Raccolte
- Below & Beyond (2010, Robotic Empire)

### EP
- "Loanin'" / "Fingerbender" (1994, Dirge)
- "Madonna" (1994, Bovine)
- "Heather" / "When the Pigs Broke Free" (1995, Noise Vacuum)
- "Goddard" / "Slugthrower" (1995, Rhetoric)
- "The Ladder" (2013, Decibel)
- "Homegoings and Transitions / Shadowline" (2014, Season of Mist)

### Split
- Floor / Tired from Now On (1994, No Idea)
- Floor / Spazz (1994, Bovine)
- Floor / Sloth (1995, self-released)
- Floor / Ed Matus' Struggle (1996, Space Cadette)
- Floor / Dove (2001, Berserker)